# جورج ستيوارت (لاعب كرة قدم مواليد 1932)
جورج ستيوارت (بالإنجليزية: George Stewart)‏ هو لاعب كرة قدم بريطاني في مركز حراسة المرمى، ولد في 16 نوفمبر 1932 في لاركهول ‏ في المملكة المتحدة، وتوفي في 22 مايو 1998 في غلاسكو في المملكة المتحدة. لعب مع برادفورد سيتي وريث روفرز ونادي ستيرلينغ ألبيون ونادي مونتروز لكرة القدم.